# عثة إمبراطورية
عثة إمبراطورية (الاسم العلمي: Eacles imperialis)، نوع من العثث فُصيلة العث الملكي وفصيلة عثيات زحل. أعطانها في الإقليم القطبي الشمالي الجديد. وصف هذا النوع من العثث من قبل درو دروري عام 1773.